# Geschichte der Automaten
Die Geschichte der Automaten umfasst die Chronologie der technischen Entwicklung von Maschinen, die vorbestimmte Abläufe selbsttätig ausführen, von der Frühgeschichte bis zur Gegenwart. Neben zahlreichen Mythen und Legenden finden sich hier auch die ersten historisch belegten echten Automaten. Das Hauptinteresse der Automatenbauer galt dabei zunächst überwiegend der Erforschung der Physik und/oder Abbildung von Natur mit technischen Mitteln. Es gab auch nützliche Automaten, der Nützlichkeitsaspekt stand aber nicht im Vordergrund (am ehesten wurden wohl nützliche Automaten für Wasserkunst und militärische Zwecke eingesetzt). Erst im 18. Jahrhundert findet mit Vaucanson (s. u.) der Übergang vom „Wunderbaren“ zum „Nützlichen“ statt, die von da an im Automatenbau nebeneinander bestehen.

## Antike

### Mythologische Automaten
Schon in der griechischen Mythologie gibt es eine Menge künstlicher Vögel, gehender und sprechender Statuen und künstlicher Diener. Homer berichtet in seiner Ilias, dass Hephaistos, der Gott des Handwerks, selbstfahrende Fahrzeuge und sogar künstliche Dienerinnen, die intelligent waren und Handwerke erlernten, angefertigt hatte. Es gibt viele Berichte von Historikern des antiken Griechenlands und antiken Roms mit ausführlichen Beschreibungen von selbstfahrenden und selbstgehenden Mechanismen und Androiden. Ähnliche Erzählungen sind aus anderen frühen Kulturen bekannt, besonders aus China. Dabei kann natürlich nur schwer zwischen Mythos und Wahrheit unterschieden werden.

### Antikes Griechenland – die Alexandrinische Schule

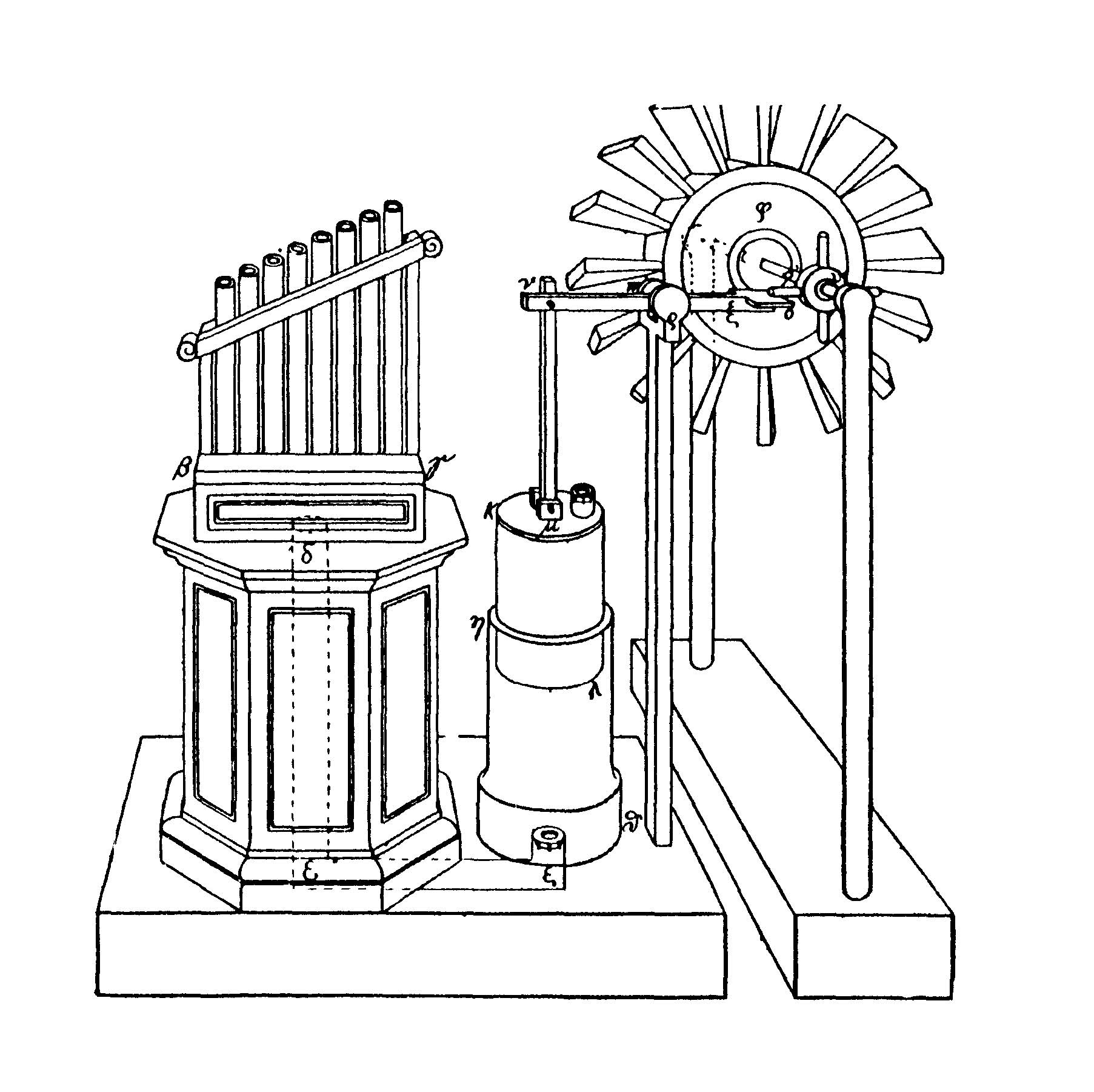
Herons windangetriebene Orgel (Rekonstruktion)

In Alexandria forschten und lehrten hochrangige Naturphilosophen, die als Alexandrinische Schule bezeichnet werden. Zu ihnen gehören z. B. Heron, Pythagoras und Euklid, aber auch Archimedes muss dazu gerechnet werden, obwohl er in Syrakus wirkte, das aber zum Kulturkreis Alexandria gehörte.
Die alexandrinischen Erfinder waren Meister in der Kombination der sogenannten „einfachen Maschinen“ wie Schraube, Keil, Hebel usw. zur Ausführung komplizierter Bewegungen und in der Kombination von Wasser, Vakuum und Luftdruck als deren Antriebskraft. Heron von Alexandria erklärt z. B. in seinem Werk Automata Tempeltüren, die sich automatisch wie von Geisterhand öffnen, und neben Musikmaschinen entwickelte er auch automatische Theater mit erstaunlichen Effekten.
Es gibt von ihm und anderen eine unerschöpfliche Menge von Vorschlägen für Vögel, die mit den Flügeln schlagen und zwitschern, für ganze Serien von Zaubergefäßen mit intermittierendem Ausfluss oder Automaten, denen einmal Wasser und dann wieder Wein entfließt oder die nach Einwurf eines Geldstückes eine bestimmte Menge Weihwasser abgeben. In der Alexandrinischen Schule wurden viele „programmierte Simulatoren und Automaten sowie (die) Vorrichtungen mit Rückkopplung“ erfunden, die – wie z. B. die Wasserspülung in WCs – heute noch benutzt werden.

### Das arabische Zwischenspiel
Während in Mitteleuropa nach dem Untergang des Römischen Reiches viel antike Literatur verloren ging, blieb sie im arabischen Raum vielfach erhalten. Der Kalif von Bagdad Abdallah-al-Manun beauftragte im frühen 9. Jahrhundert sogar die drei Söhne seines Hofastrologen, systematisch danach zu suchen und alles aufzukaufen, was sie finden konnten.
Sie übersetzten Werke u. a. von Heron (s. o.) und überarbeiteten sie. Das große Werk Kitab al-Haiyal („Das Buch der kunstvollen Vorrichtungen“) wurde quasi zu einem Standardwerk und kann oft mühelos auf die Alexandrinische Schule (s. o.) zurückgeführt werden. Dabei ist den Verfassern jetzt aber die praktische Anwendung sehr wichtig. Eine davon war der Bau von Uhren, der nun einen großen Aufschwung nahm.
Die meisten Werke dieser Kultur wurden unwiederbringlich zerstört, als die Mongolen den arabischen Herrschaftsbereich angriffen, wobei Bagdad 1258 fiel.

## Mittelalter bis 17. Jahrhundert

### Spätmittelalter
Gegen Ende des Mittelalters begannen sich in Mitteleuropa die Gelehrten in den Klöstern wieder mit den antiken Schriften bzw. den arabischen Bearbeitungen und Weiterentwicklungen davon auseinanderzusetzen.
Über Albertus Magnus (1193?–1280) gibt es eine Legende, er habe eine „sprechende Bildsäule“ geschaffen, die sein Schüler Thomas von Aquin zerstört habe. In der Neuzeit wurde sie zuweilen so gedeutet, als ginge es dabei um Leistungen auf dem Gebiet der Technik. Die Gelehrten in der zweiten Hälfte des 13. Jahrhunderts stützten sich auf die Seelenlehre gemäß der aristotelischen Schrift De anima, wonach das Vorhandensein einer Seele Voraussetzung für Selbstbewegung ist. Aus diesem Grund müsste man einer Statue gewissermaßen „eine Seele einhauchen“, damit sie sich selbständig bewegt. Für Thomas von Aquin kam dafür nur die Magie in Betracht, und so bezeichnete er Leute, die „Standbilder reden und sich bewegen lassen“ als necromantici, d. h. als Anhänger der „Schwarzen Kunst“. (Er hatte dabei wohl eher die antiken Berichte über mythologische Automaten im Blick, denn im Mittelalter hatte Magie überwiegend andere Ziele.)
Auf jeden Fall erfolgte die Erfindung des rein mechanischen Uhrwerkes (bis dahin hatte es zwar schon sehr komplexe Uhren gegeben, die aber nur mit Wasser angetrieben wurden) und sehr bald wurde die reine Zeitmessfunktion kombiniert mit bewegten Figuren oder Schlagwerken (frühes 14. Jahrhundert). Von der Uhr des Straßburger Münsters ist nur noch der mechanische Hahn (um 1350) erhalten, der zur Mittagszeit mit den Flügeln schlug, dabei seine Federn spreizte und krähte. Es wurden aber auch – ganz in der Tradition der Alexandrinischen Schule (s. o.) – ganze Szenen mit religiösem oder weltlichem Hintergrund dargestellt, jetzt aber nicht mehr durch Wasserkraft, sondern durch Uhrwerke angetrieben.

### Renaissance und Barock

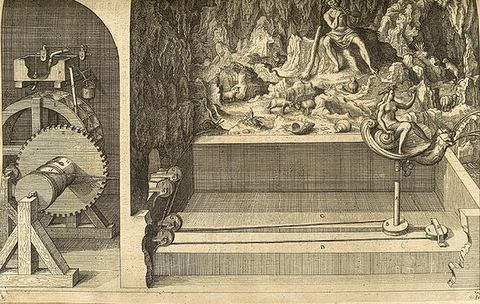
De Caus: Wasserspiel Galathea für den Hortus Palatinus

Während die Alexandrinische Schule Modelle gebaut hatte, wurde es durch den technischen Fortschritt in der Renaissance möglich, lebensgroße Automaten zu konstruieren. 
Der französische Ingenieur Salomon de Caus (1576–1626) verfasste 1615 ein umfangreiches Werk Les raisons des forces mouvantes … („Über die bewegenden Kräfte. Die Beschreibung einiger künstlicher und amüsanter Vorrichtungen“). Er beschreibt Automaten von Heron, entwickelte sie aber auch weiter. Er baute zunächst in Heidelberg den Hortus Palatinus (Pfälzischen Garten) und später im Palast des Herzogs von Burgund in Saint-Germain bei Paris eine Anzahl von Szenen mit bewegten Figuren, die durch Wasserräder angetrieben und durch Nockenwalzen gesteuert wurden. Ähnliche Konstruktionen wurden 1613 im Schloss Hellbrunn eingerichtet, die Anlage bestand zunächst nur aus einigen Grotten mit beweglichen Figuren. Zwischen 1748 und 1752 wurde die Anlage vergrößert und enthielt insgesamt 256 Figuren. Eine hydraulische Orgel überspielte dabei die Geräusche des Antriebsmechanismus. Lustgärten mit Grotten und bewegten Figuren zu schmücken, wurde an den Höfen Mode, an denen Konstrukteure von Androiden und anderen Automaten „recht und schlecht agierten“.
Daneben entwickelte sich die Kunst, automatische Spielzeuge herzustellen. Einer der Begründer dieses Kunstgewerbes war Juanelo Turriano, ein Ingenieur in Diensten Karls V. der u. a. die Wasserversorgung Toledos neuartig entwarf. Er versuchte Karl V. nach dessen Abdankung mit einer Menge von kleinen mechanischen Spielzeugen aufzuheitern, und ihm wurde die Erfindung eines Androiden, der angeblich sogar für ihn Einkaufen gehen konnte, angedichtet.
Goldschmiede und Feinmechaniker in Nürnberg und Augsburg sollen Automaten hergestellt haben, so zum Beispiel Hans Schlottheim (1545–1625), der um 1585 das  Schiff Karl V. hergestellt haben soll: Ein Schiff auf Rädern, das sich vermittels aienes Mechanismus auf einer sich dahinschlängelnden Bahn vorwärts bewegte: Eine Orgel spielt, auf der Brücke erheben Trompeter ihre Instrumente, Trommeln und Zimbeln werden geschlagen, in regelmäßigen Abständen donnern Kanonen. Am Bug hissen Matrosen Segel, während andere einen Kontrollgang über das Schiff machen. Am Heck sitzt der Kaiser selbst auf einem Baldachin-Thron, senkt sein Zepter und wendet seinen Kopf, während Würdenträger sich um ihn herum verbeugen.

### Der Cartesianismus
Der Cartesianismus war geprägt von einem großen Aufschwung von wissenschaftlicher und rationaler Beschäftigung mit der Wirklichkeit. Der Mechanismus sah deutliche Parallelen zwischen den Gesetzen der Mechanik und damit auch Maschinen und natürlichen Körpern.
René Descartes (1596–1650) behandelt in seinem 1637 erschienenen Grundlagenwerk Discours de la méthode u. a. den Unterschied zwischen Mensch und Tier. Beide sind von Gott erschaffen, aber nur der Mensch hat eine unsterbliche Seele. Tiere müssen als höchst komplizierte Maschinen angesehen werden (la bête machine), als Automaten. Und er hält es für durchaus wahrscheinlich, dass es dem Menschen eines Tages glücken wird, eine Maschine in Gestalt eines Tieres zu bauen, die sich wie ein Tier verhalten würde. Er vergleicht dabei z. B. das Herz mit einer Hydraulikpumpe und beschäftigt sich auch mit anderen Organen bzw. mit Sehnen und Muskeln und beschreibt sie sehr ähnlich den automatischen Vorrichtungen, die in dieser Zeit weit verbreitet waren. Angeblich hat Déscartes einen lebensechten Androiden in Form eines Mädchens namens Francine gebaut. Dies ist aber sehr unwahrscheinlich, da er kein Techniker war. Die seriösen Biographen übergehen diese Geschichte ganz.
Der deutsche geniale und gelehrte Jesuit Athanasius Kircher (1602–1680) griff dagegen die Ideen von Déscartes auf und setzte sie praktisch um, z. B. baute er einen sprechenden Kopf, singende Vögel und Figuren, die Musikinstrumente spielten. Er baute auch in der Tradition von Salomon de Caus automatische Theater für Gärten.

## 18. Jahrhundert bis heute

### Das 18. Jahrhundert – Die Hochzeit der Automaten

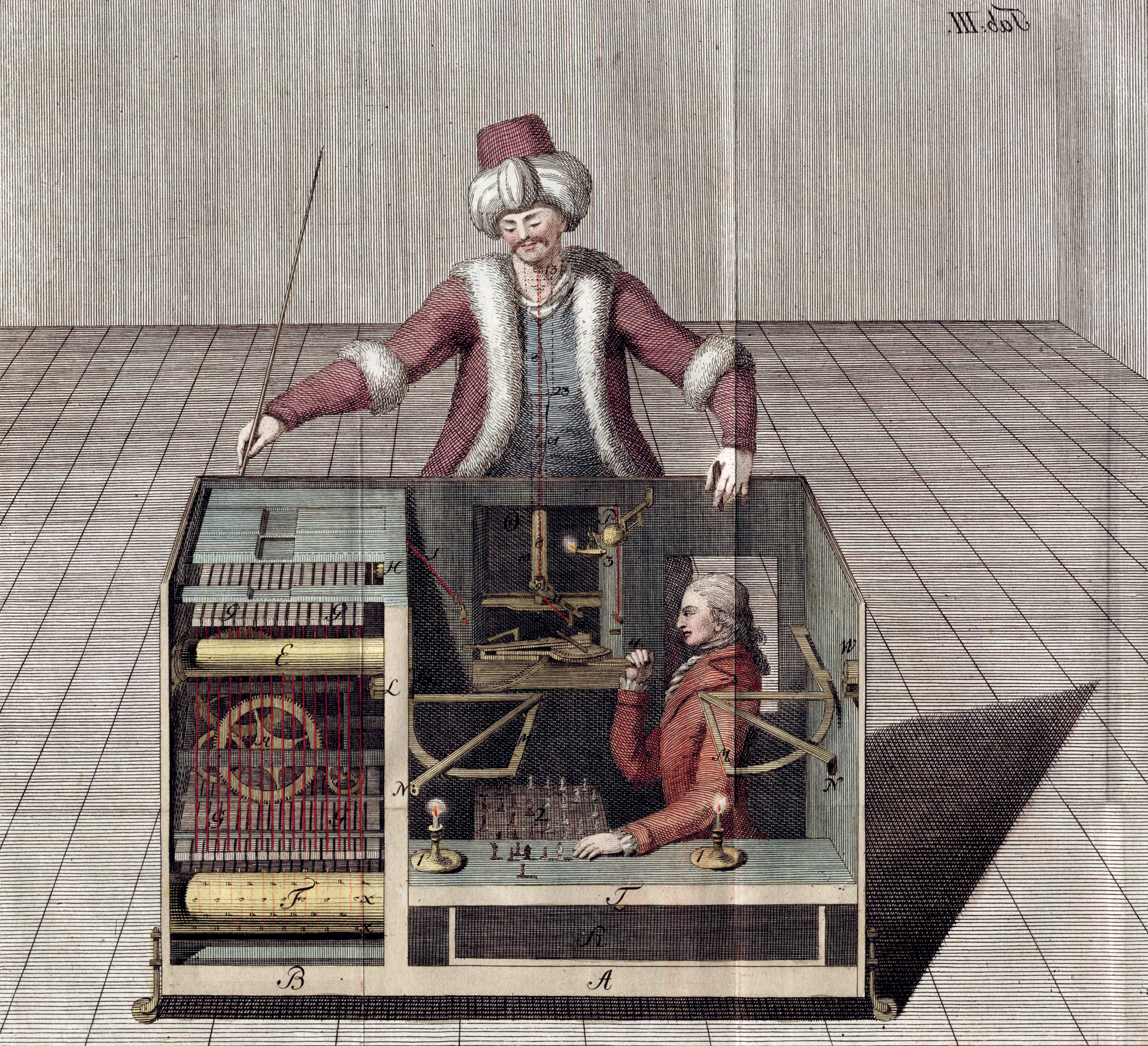
Der Schachtürke

Im 18. Jahrhundert war das Interesse der Öffentlichkeit an Automaten groß, dies auch deswegen, weil immer wieder Fälle von Betrug aufgedeckt wurden.
Ende der 1760er Jahre hatte z. B. Wolfgang von Kempelen seinen „Schachtürken“ vorgestellt, mit dem er Europa und die USA bereiste und dabei große Schachspieler herausforderte. Wie die Maschine als Schwindel entlarvt wurde, darüber gibt es verschiedene Ansichten. In der Kiste war nur ein sehr kleiner Mensch versteckt, es gab nur eine Mechanik um den Schachspieler passend zu bewegen.
Von Kempelen hat aber auch eine Sprechmaschine gebaut, in der die menschlichen Sprechorgane möglichst naturgetreu nachgebildet sind. Die Laute werden aber mit der Hand des Vorführenden moduliert, es handelt sich also nicht um einen Automaten. Auch in anderen Bereichen der Ingenieurskunst betätigte er sich sehr erfolgreich.
Im 17. und 18. Jahrhundert erschienen viele Berichte über selbstfahrende Fahrzeuge und andere Automaten, von denen die meisten (manche auch nicht) als Schwindel entlarvt wurden. Hier wurde in einem Wunschdenken eine Entwicklung vorgezeichnet, die es zu diesem Zeitpunkt noch nicht gab.

### Die Automaten von Vaucanson
Erst mit den Konstruktionen von Jacques de Vaucanson (1709–1782) wird ein Höhepunkt in der Geschichte des Baus von echten Automaten erreicht.
1735 kam er von Grenoble nach Paris um sich mit Automaten zu beschäftigen, die zu der Zeit groß in Mode waren. Zunächst begann er aber mit einem Studium der Anatomie. Er wollte nämlich quasi bewegte dreidimensionale Anatomiemodelle (anatomie mouvante – bewegte Anatomie) bauen. Damit wären die philosophischen Grundsätze von René Descartes in technische Realität umgesetzt worden (s. o. „Cartesianismus“).
Nach viel sorgfältiger Arbeit und einigen Fehlschlägen baute er einen lebensgroßen, flötenspielenden Schäfer. Er hatte zwar Lippen, Mund und Zunge, war aber kein der Wirklichkeit entsprechendes anatomisches Modell, sondern ein Automat, der mit Uhrwerken und Blasebälgen betrieben wurde. Der Flötenspieler verursachte dennoch großes Aufsehen, als er 1738 vorgestellt wurde und spornte ihn an, einen weiteren Automaten zu bauen, einen Schäfer, der Flöte spielte und sich gleichzeitig auf einem Tambourin begleitete.

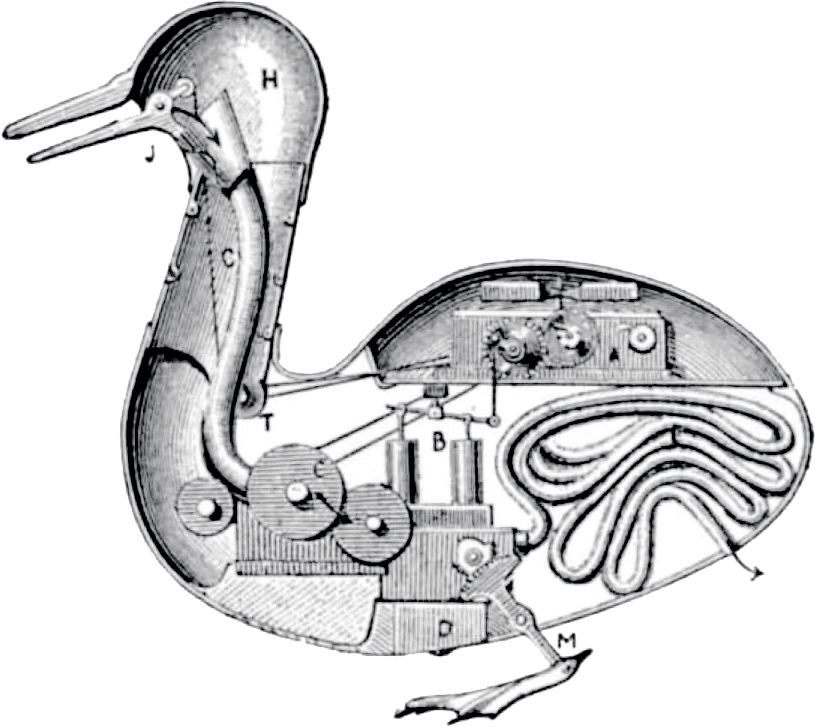
Die mechanische Ente (1738)

Die Idee seiner „bewegten Anatomie“ versuchte Vaucanson mit einer mechanischen Ente weiter zu verfolgen, die sich watschelnd fortbewegen, aber auch fressen, verdauen und ausscheiden konnte. Dabei/dafür erfand er gleichzeitig den Gummischlauch sowie eine Maschine zu dessen Herstellung. 1743 verkaufte er seine Apparate; 1748 lassen sich die mechanischen Geschöpfe in Augsburg nachweisen:
„Mit gnädiger Bewilligung Einer hohen Obrigkeit, werden allhier in dem Gast=Hof zu den 3. Mohren anheute die in ganz Europa so berühmte als zu bewundernde 3. Avtomatische [sic] Figuren, welche von dem Herren Vaucanson, Mitglied der Königl. Französischen Academie der Wissenschafften erfunden und verfertiget worden, zum erstenmal zu sehen seyn. Diese 3. Meschanische Kunst=Stücke, welche menschlichen Verstand zu übertreffen scheinen, und deren Werth allein von grossen Kennern eingesehen und erkläret werden kan, enthalten in ihrem innerlichen Bau, einen Zusammenhang von vielen Künsten und Wissenschafften, hauptsächlich aber sind es Meisterstücke der Anatomie, Physic, Mechanic und Music. Kennere werden dabey Nutzen und Vergnügen finden, curiose Liebhaber aber darüber erstaunen. Die erste Figur stellet einen sitzenden Mann vor in Lebens=Grösse von Holtz, welcher II. unterschiedliche Arien auf der Flute-Traversiere bläßt, mit eben der Annehmlichkeit und Fertigkeit, wie es dieses Instrument erfordert, und zwar mit gleicher Mittheilung der Luft in das Mund=loch, Greifung der Thöne, Bewegung der Finger, der Lippen und der Zunge, wie solches ein lebendiger Mensch zu thun pfleget. Die 2te ist eine Manns=Person von Pappendeckel, welche 20. unterschiedene Arien auf einer Pfeiffe, wie solche in der Provence geführet wird, und das schwerste blasende Instrument ist, nebst Rührung der Trommel mit der einen Hand, gleichfalls wie ein lebendiger Mensch bläset. Die 3te Figur ist eine Ente, von vergoldetem Meßing und Stahl, welche alle die Bewegungen, so eine lebendige Ente macht, nachahmet, von sich selbst das Essen u. Trincken hineinschluckt, verdauet, und wieder, wie einen ordentlichen Koth von sich gibt, nicht weniger die Flügel ober, unter sich und zur Seite schlägt, schnadert und alles dasjenige verrichtet, was eine natürliche Ente thun kan. Es ist unmöglich, alles so genau zu beschreiben, als es sich in der That befindet und im Werck selbsten zeigt, dahero nur noch dieses beygefüget wird, daß an einem einzigen Enten=Flügel 400. Theile und besondere Zergliederungen sich befinden. Wer nun Belieben trägt, diese der Natur nachahmende Machine zu sehen, dem stehet jeden Tag Nachmittags um 3. und auch 5. Uhr der Zutritt offen, gegen Erlag 36. kr. in dem vordern= und 18. kr. in dem hintern Platz; zwischen dieser Zeit ist man ehrbietig, die innerliche Structur u. Zusammensetzung derer Machinen, nebst einer kleinen Auslegung zu zeigen, wofür jede Person, wann ein hinlänglicher Numerus vorhanden, 36. kr. besonders zu erlegen; Standes=Personen und andern vornehmen Familien wird man zu selbst beliebiger Zeit, Vormittags oder Abends geziemend aufwarten, und die Renumeration deren eigenen Generosität anheimstellen.“
Vaucanson wurde durch die Ausstellung seiner Automaten reich, er wurde aber auch hoch angesehenes Mitglied der Académie des Sciences. Die Enzyklopädisten feierten Vaucanson, weil durch ihn das menschliche Genie quasi Leben nachahmen konnte. Voltaire sagt von ihm: „Der kühne Vaucanson, Gegner von Prometheus, schien, die Natur nachahmend, das Feuer des Himmels zu nehmen, um die Körper zu beleben.“
Später baute Vaucanson keine Automaten mehr, sondern wurde Leiter der staatlichen Seidenfabriken für deren Mechanisierung und Automatisierung er einen starken Anschub gab durch weitere eigene Erfindungen und Konstruktionen. „Der Bau von Automaten war für einige tausend Jahre ein mehr amüsanter als nutzbringender Zeitvertreib gewesen. Dank der Beiträge de Vaucansons war es möglich, über diese Stufe hinauszugehen und einige Formen der Automaten in der Industrie anzuwenden. Erst jetzt reiften die Früchte der Alexandrinischen Schule (siehe auch oben) so weit, daß ein automatisch überwachtes System Wirklichkeit werden konnte.“

### Der Übergang vom 18. in das 19. Jahrhundert
Nach Vaucanson wurden zahlreiche oft sehr komplexe Androiden, die echte Funktionen ausübten, gebaut. Die berühmtesten dürften die Automaten von Vater und Sohn Jaquet-Droz sein. Der Vater, Pierre Jaquet-Droz, 1721 geboren und aus einer Uhrmacherfamilie stammend, entwarf und baute zusammen mit seinem Sohn Henri-Louis Jaquet-Droz und seinem „Mechaniker“ Jean-Frédéric Leschot gegen 1770 die drei Automaten, die ihn berühmt machten und wohl zu den schönsten Automaten überhaupt zählen. Während mehr als einem Jahrhundert tourten die Androiden durch Europa und konnten gegen Eintrittsgeld besichtigt werden. Sie sind heute noch funktionstüchtig und können im Museum in Neuchatel in der Schweiz besichtigt werden.

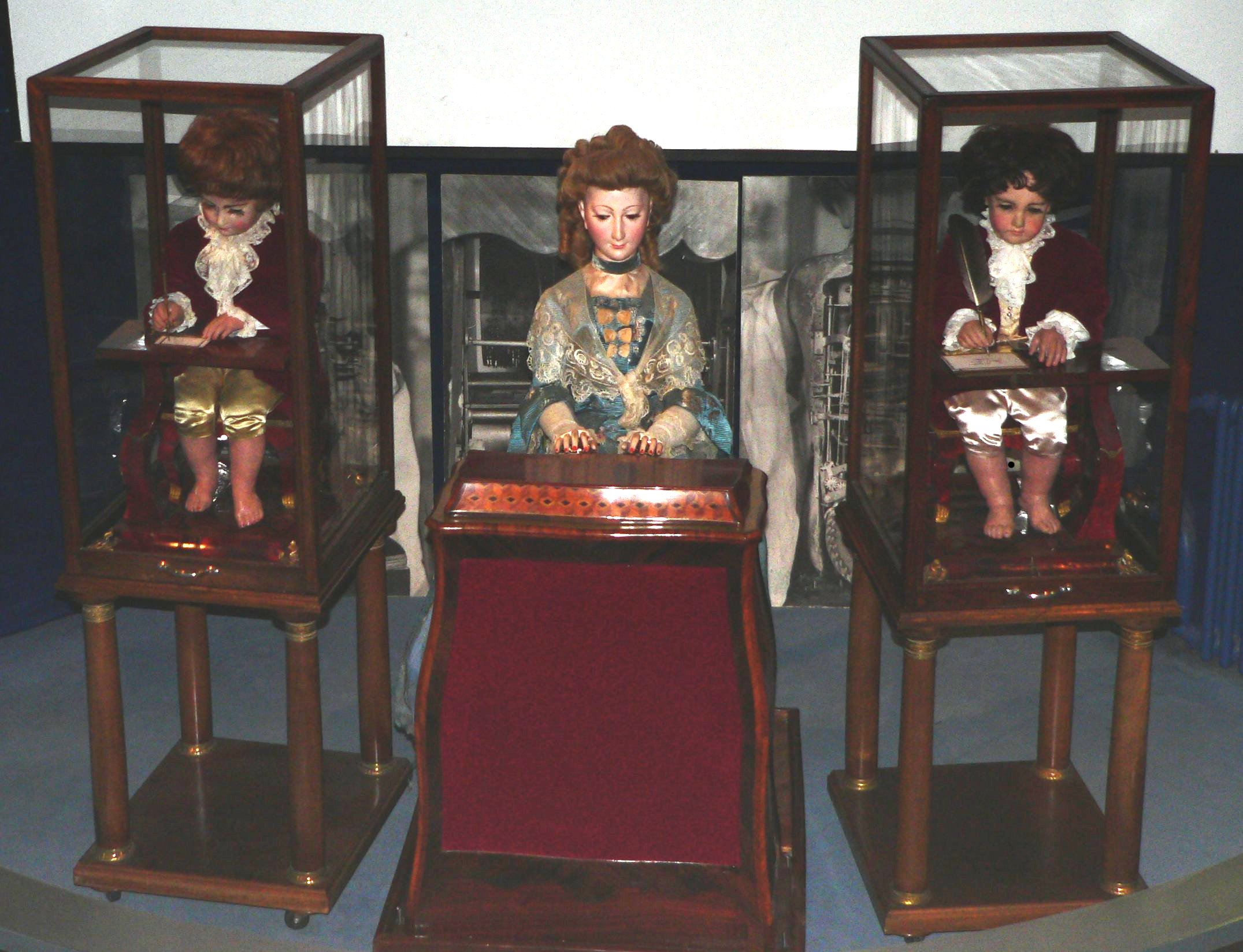
Die Automaten von Jaquet-Droz

Der Schreiber ist z. B. 70 cm hoch, hat eine Gänsefeder in der Hand, sitzt vor einem kleinen Tisch und hat bewegliche Augen und Kopf. Er kann jeden beliebigen Text mit bis zu 40 Buchstaben Länge schreiben. Der Text wird auf einem Rad codiert, wo die Buchstaben dann einer nach dem anderen abgearbeitet werden. Wenn er gestartet wird, taucht er zunächst die Feder in die Tinte und schüttelt sie leicht ab, dann schreibt er, wobei er wie ein echter Schreiber die Auf- und Abwärtsstriche richtig beachtet und auch absetzt. Er kann mehrzeilig schreiben und beachtet Leerzeichen.
Man kann in diesem Automaten einen Vorläufer der Computer sehen, weil die Maschine über ein Programm und einen Speicher verfügt und verschieden programmiert werden kann (beliebige Texte können geschrieben werden).
Ende 18./Anfang 19. Jahrhundert gab es außer denen der Jaquet-Droz noch viele weitere Automaten. Diese Automaten waren liebevoll gefertigte Einzelstücke, erforderten Tausende von Stunden zu ihrer Herstellung und waren entsprechend teuer. Einer der damaligen Meisterkonstrukteure war Johann Nepomuk Mälzel, der zahlreiche Musikautomaten konstruierte, darunter auch den damals in der internationalen Presse hochgelobten Trompeter, der in Wien oft stundenlang zur Belustigung des Publikums von einem Wohnungsfenster aus gespielt wurde. Für diesen Trompeter komponierten renommierte Komponisten wie Jan Ladislav Dusík und Ignaz Pleyel Konzertstücke.
Weitere Meister der Automaten waren Johann Gottfried Kaufmann und sein Sohn Friedrich Kaufmann, die in Leipzig ebenfalls einen Trompeter entwickelten und Mälzels Erfindung noch weiter verfeinerten. In Paris schuf der „Orgelmacher Beaudon“ 1810 einen mechanischen Elefanten, der essen und trinken konnte und aus 4.800 Teilen bestand: „Auf seinem Rücken sitzen 3 Indianer, welche Musik machen.“

### 1800–1850 – Die Ära der Magier-Techniker
Eine große Anzahl von Automatenherstellern der ersten Hälfte des 19. Jahrhunderts waren Zauberkünstler oder auf andere Art von Illusionskunst inspiriert, die damals sehr in Mode war.
Jean Eugène Robert-Houdin, der Vater der modernen Magie, stammte aus einer Uhrmacherfamilie und konstruierte eine ganze Zahl von echten Automaten, die er in einem speziellen Theater vorführte. Gleichzeitig entwickelte er aber auch Trick-Automaten die – für das Publikum unsichtbar – mit Seilzügen oder Pedalsystemen entweder von außen oder auch von in dem Objekt versteckten lebenden Wesen gesteuert wurden, z. B. der Konditor des Palais Royal oder Antonio Diavolo, der Trapezkünstler.
Stèvenard, französischer Magier, Mechaniker und Zeitgenosse von Robert-Houdin, war vielleicht der begabteste Feinmechaniker unter den Automatenbauern jener Zeit, denn er baute sehr kleine und trotzdem ungeheuer komplexe Automaten, die er gegen 1850 in einem Pariser Automatentheater vorstellte. Es gab z. B. einen Zauberer, der ein 10 Minuten langes Programm abspult in dem immer wieder Gegenstände verschwinden und neue auftauchen, mit Vögeln „so groß wie eine Fliege“.
Die Brüder Maillardet sind für ihre Magier und andere Pendelwahrsager bekannt. Jacques-Rodolphe, Henri und Jean David, ländlichen Ursprungs, standen immer im Schatten der Familie Jaquet-Droz, deren Lehrlinge aber auch Lieferanten mit Vogelmechanismen sie waren. Sie wohnten in einem kleinen Dorf namens Fontaine. Sie bauten zwischen 1808 und 1840 eine ganze Reihe von Magiern, die auf Tafeln vorbereitete Fragen beantworten konnten.

### 1850–1914 – Kleine Automatenindustrie in Paris
Die oben beschriebenen Automaten waren immer noch aufwändig hergestellte Einzelstücke und entsprechend teuer. Während die Zahl genügend wohlhabender Liebhaber zu Beginn des 19. Jahrhunderts ständig zurückging, wuchs gleichzeitig die Beliebtheit von Automaten in immer breiteren Kreisen, die sie gerne auch besitzen wollten. So entstand im 19. Jahrhundert vor allem in Paris eine bescheidene Automatenindustrie. Dies ist jedoch so zu verstehen, dass die von einigen Familien wie Vichy, Lambert, Decamps, Roullet usw. hergestellten Stücke zwar keine Einzelstücke mehr waren, aber doch sehr sorgfältig und in kleiner Auflage gefertigt wurden.
Mit dem Ausbruch des Ersten Weltkrieges kam diese kleine Industrie zum Erliegen.

### Erster Weltkrieg bis heute
Viele kleine Automaten wurden allerdings wohl z. B. auch in Deutschland hergestellt, wie z. B. Singvogelautomaten, die sogar in den 1970er Jahren noch im Schwarzwald hergestellt wurden.
Es gibt heute noch Automaten – auch humanoide – in der Kinetischen Kunst. In dem Herbie-Hancock-Video „Rock-It“ spielen z. B. die pneumatisch belebten humanoiden Automaten von Jim Whiting die Hauptrolle.

## Geschichte der übrigen Automatentypen

### Parallelgeschichte: Musikautomaten
Parallel zu den oben beschriebenen überwiegend humanoiden Automaten (oder auch Tierautomaten) hatten sich schon lange Musikautomaten in Form von selbstspielenden Musikinstrumenten entwickelt. Antrieb für die Entwicklung selbstspielender Musikinstrumente war dabei weniger die Lust an der Erfindung als das Bedürfnis nach Musik.
Die ältesten noch erhaltenen mechanischen Musikinstrumente sind die Glockenspiele in den Monumentaluhren des späten Mittelalters. In der Renaissance schufen Kunsthandwerker in Augsburg wertvolle Musikautomaten und selbstspielende Spinette, die über Stiftwalzen gesteuert wurden.
Im 18. Jahrhundert entstand die Flötenuhr, für die Haydn, Mozart und Beethoven Originalkompositionen schufen. Die Ansprüche an die technischen und musikalischen Möglichkeiten selbstspielender Instrumente stiegen ständig, und zu Beginn des 19. Jahrhunderts konstruierten sog. „Musikmaschinisten“ wie Johann Nepomuk Mälzel ganze selbstspielende Orchester, die „Orchestrien“.
Um die gleiche Zeit entstanden in der Schweiz die Spieldosen, bei denen die Stifte einer sich drehenden Messingwalze die Zähne eines Tonkamms anrissen und zum Klingen brachten. Im Zuge der Industrialisierung wurde es später möglich, preisgünstige und somit für jedermann erschwingliche Geräte herzustellen: Die über gelochte Pappscheiben gesteuerten Drehinstrumente „Ariston“ und „Herophon“ wurden zu Hunderttausenden verkauft. Sie wurden um 1890 von den Plattenspieldosen abgelöst, deren bekannteste Fabrikate „Polyphon“, „Symphonion“ und „Kalliope“ waren.
Mit der Einführung der Pneumatik gegen Ende des 19. Jahrhunderts gelang es erstmals, selbstspielende Klaviere herzustellen, die eine befriedigende dynamische Abstufung erlaubten. Die über Pedale betriebenen „Phonolas“ und „Pianolas“ gehörten zu jeder gutbürgerlichen Einrichtung.
Für Gasthäuser und Tanzsäle wurden elektrische Klaviere und riesige pneumatische Orchestrien gebaut, und eine als achtes Weltwunder gepriesene selbstspielende Geige begeisterte die Musikliebhaber. Die um 1700 entstandene Handdrehorgel wurde zur klangstarken Karussell- und Tanzorgel weiterentwickelt.
1904 brachte die Firma Welte & Söhne den Klavierspielapparat „Mignon“ auf den Markt, der es erstmals erlaubte, das Klavierspiel eines Pianisten mit allen dynamischen und agogischen Details wiederzugeben. Mit der Verbreitung von Grammophon und Rundfunk gerieten die mechanischen Musikinstrumente zunehmend in Vergessenheit. Dies gilt aber nicht für Reproduktionsklaviere, die z. B. von Bösendorfer seit 1986 als Computerflügel hergestellt werden.

### Parallelgeschichte: Dienstleistungs-, Verkaufs- und Unterhaltungsautomaten
Auch die Geschichte dieser Art von Automaten beginnt mit Heron von Alexandria, der den ersten Verkaufsautomaten erfand.
Die ersten modernen Verkaufsautomaten entstanden Mitte des 19. Jahrhunderts in den USA. Der Ursprung der deutschen Verkaufsautomaten geht auf den Kölner Schokoladeproduzenten Ludwig Stollwerck zurück, der während einer USA-Reise 1886 dort die ersten Münzautomaten gesehen hatte. Gemeinsam mit Max Sielaff aus Berlin und Theodor Bergmann aus Gaggenau entwickelte er die ersten Warenautomaten Modell „Rhenania“ und „Merkur“ mit dem patentierten Münzprüfsystem von Max Sielaff.
1895 gründete Ludwig Stollwerck die Deutsche Automaten Gesellschaft Stollwerck & Co. in Köln, die die Produktion, Aufstellung, Bestückung und Wartung der Automaten übernahm.
Die Automaten waren für Stollwerck ein großer Erfolg und die Produktpalette deckte nach kurzer Zeit alle möglichen Arten von Artikeln ab. Um 1900 wurden die ersten automatischen Restaurants eröffnet, die auch große Verbreitung fanden.
Nicht nur Waren, sondern auch Dienstleistungen können von Automaten verkauft werden. Sehr stark verbreitet waren z. B. die 1886 erfundenen Münzwaagen, 1898 wurden die ersten Münztelefone eingerichtet. Auch die 1935 zum ersten Mal in den USA aufgestellten Parkuhren sind ein Dienstleistungsautomat.
Unterhaltungsautomaten, wie z. B. die erstmals 1887 in Deutschland dargebotenen Kraftmesser, wurden bald zu einem wichtigen Bestandteil von Jahrmärkten, boten aber auch bei anderen Gelegenheiten relativ preiswerte Unterhaltung. Die Vielfalt war groß und reichte von Wahrsage- oder Horoskopautomaten bis hin zu Elektrisierautomaten. Eine wichtige Funktion hatten natürlich auch die Bildbetrachter, die die Illusion bewegter Bilder erzeugten, bevor es das Kino gab oder auch dreidimensionale Bilder zeigten.
Um 1900 wurden auch Spielautomaten eingeführt, die zunächst reine Geschicklichkeitsgeräte waren wie der „Bajazzo“, wo mit einer beweglichen Fangtasche Kugeln aufgefangen werden mussten.

### Automaten in Produktion und Industrie

Hans Wettich: Die Maschine in der Karikatur. Ein Buch zum Siege der Technik. 1916 erschienen

Wie oben bereits erwähnt, stellte Vaucanson sozusagen die Schnittstelle zwischen der Erfindung aus eher wissenschaftlich-technischem Interesse bzw. zum reinen Zeitvertreib und der Einführung von Automaten in die Produktion dar. Nach dem Versuch, ihn nach Preußen abzuwerben, wurde er 1741 von Kardinal Fleury zum Leiter der staatlichen Seidenfabriken ernannt.
Vaucanson konstruierte nun einen mechanischen Webstuhl für gemusterte Stoffe, dessen Steuerung nach demselben Prinzip funktionierte wie die seines Flötenspielers. Seine Erfindung hatte zwar zunächst keine unmittelbaren Folgen. 1804 setzte Jacquard aber die Trümmer dieses Webstuhls wieder zusammen und erfand dabei seinen Webautomaten.
Vaucanson erfand außerdem quasi die moderne Fabrik. 1756 richtete er in Aubenas bei Lyon eine Seidenspinnerei ein und erneuerte bzw. erfand neu jedes Detail des Gebäudes und des Antriebs. Man kann dies als „bei weitem die früheste industrielle Anlage im modernen Sinn“ (S. 56) ansehen. Er hatte erkannt, dass Fabrikation in einer konzentrierten Anlage stattfinden muss, in der jedes Detail durchdacht ist und deren Maschinen von einer einzigen Kraftquelle gespeist werden.
Die noch vorhandenen Modelle seiner Spinnmaschinen zeigen eine auffallende Eleganz der Konstruktion und eine imponierende Zahl vertikal aneinandergereihter Spindeln und stehen in auffälligem Gegensatz zu den klobigen Konstruktionen, die die Engländer für ihre Baumwollspinnmaschinen verwendeten.
Trotzdem blieben seine Bemühungen folgenlos. Wie viele andere Ideen des 18. Jahrhunderts konnten auch diese im katholischen Ancien Régime in Frankreich nicht Fuß fassen. Die Industrialisierung begann schließlich in England, wo völlig andere soziologische Voraussetzungen vorlagen. Es wurde vor allem Baumwolle statt Seide verarbeitet, wodurch erst ein massenhafter Absatz möglich wurde; die Betreiber der Industrialisierung kamen aber auch aus ganz anderen Schichten. Sie waren meist Aufsteiger aus armen Verhältnissen statt Adelige oder etablierte Bürger und errichteten ihre Fabriken eher in relativ jungen und daher nicht durch alte Zunftbestimmungen gebundenen Städten.

## Automaten in der Kultur
- Hoffmanns Erzählungen (1851), Oper von Jacques Offenbach
- Das tanzende Herz (1953), Spielfilm von Regisseur Wolfgang Liebeneiner
- Die Entdeckung des Hugo Cabret (2007), Kinder- und Jugendbuch von Brian Selznick
- Syberia (2002), Computerspiel
- Aufnahme von Kunstmechanik in die UNESCO-Liste des immateriellen Kulturerbes der Menschheit (2020)[20]